# Angry Birds Blues
Az Angry Birds Blues 2017-es finn televíziós 3D-s számitógépes animációs minisorozat az Angry Birds – A film szereplői alapján. Műfaját tekintve filmvígjáték-sorozat. A sorozatot 2017. március 17-én mutatták be az Angry Birds saját platformján, a ToonsTV-n.

## Szereplők
- A Kékek (The Blues) – Egy hármasikrekből álló csapat, név szerint: Jim, Jay és Jake. Jim barna, Jay kék, Jake pedig zöld szemű és Jay köztük a csapatvezető. Csintalanok és okosak.
- Zoe – Rózsaszín fióka. Nagyon kíváncsi mindenre, különösen a Kékek terveire. Mindent vidámnak tart.
- Will – Lila fióka. Általában segít a többi fiókának amikor azok csinálnak valamit.
- Vincent – Zöld fióka, Edward és Eva fia az Angry Birds – A filmből. Minden tárggyal interakcióba lép. A sorozatban kékes-zöld szeme van, míg a filmben barna volt.
- Arianna – Barna fióka.

## Epizódok
| #   | Eredeti cím           | Rendező(k)                   | Író(k)             | Eredeti bemutató     |
| --- | --------------------- | ---------------------------- | ------------------ | -------------------- |
| 1.  | Mighty Delivery       | Thomas Lepeska               | Jeff Hand          | 2017. március 10.    |
| 2.  | Whistle               | Thomas Lepeska               | Stuart Kenworthy   | 2017. március 17.    |
| 3.  | Camp Out              | Thomas Lepeska               | Stuart Kenworthy   | 2017. március 24.    |
| 4.  | Flight Club           | Thomas Lepeska               | Jeff Hand          | 2017. március 31.    |
| 5.  | Hatch Off             | Thomas Lepeska               | Jeff Hand          | 2017. április 7.     |
| 6.  | Bust A Move           | Thomas Lepeska               | Stuart Kenworthy   | 2017. április 14.    |
| 7.  | Trap-A-Geddon         | Thomas Lepeska               | Jeff Hand          | 2017. április 21.    |
| 8.  | Kite                  | Thomas Lepeska               | Jeff Hand          | 2017. április 28.    |
| 9.  | Sticky Feathers       | Thomas Lepeska               | Stuart Kenworthy   | 2017. május 5.       |
| 10. | Three Ring Circus     | Thomas Lepeska               | Bernice Vanderlaan | 2017. május 12.      |
| 11. | Sprung Out            | Thomas Lepeska               | Jeff Hand          | 2017. szeptember 14. |
| 12. | The Cutest Weapon     | Thomas Lepeska               | Jeff Hand          | 2017. szeptember 16. |
| 13. | On Target             | Thomas Lepeska               | Jeff Hand          | 2017. szeptember 22. |
| 14. | First Love            | Thomas Lepeska, Meruan Salim | Bernice Vanderlaan | 2017. szeptember 26. |
| 15. | Knights of The BBQ    | Thomas Lepeska               | Jeff Hand          | 2017. szeptember 28. |
| 16. | Joy Ride              | Thomas Lepeska               | Jeff Hand          | 2017. szeptember 30. |
| 17. | Parkour               | Thomas Lepeska               | Bernice Vanderlaan | 2017. október 3.     |
| 18. | Make It Or Break It   | Thomas Lepeska               | Jeff Hand          | 2017. október 5.     |
| 19. | Trampoline Rescue     | Thomas Lepeska, Meruan Salim | Bernice Vanderlaan | 2017. október 6.     |
| 20. | Picnic Bandit         | Thomas Lepeska               | Amy Mass           | 2017. október 9.     |
| 21. | The Last Strawberry   | Thomas Lepeska               | John Fountain      | 2017. október 11.    |
| 22. | Little Big Heroes     | Thomas Lepeska               | Bernice Vanderlaan | 2017. október 16.    |
| 23. | The Bad And The Blues | Thomas Lepeska, Meruan Salim | John Fountain      | 2017. november 2.    |
| 24. | Triple Time Out       | Thomas Lepeska               | Jeff Hand          | 2017. november 9.    |
| 25. | Hypno Daze            | Thomas Lepeska               | Jeff Hand          | 2017. november 16.   |
| 26. | Trick Shot            | Thomas Lepeska               | Jeff Hand          | 2017. november 23.   |
| 27. | All Feathers On Deck  | Thomas Lepeska               | Jeff Hand          | 2017. november 25.   |
| 28. | Build-A-Blue          | Thomas Lepeska, Meruan Salim | Jeff Hand          | 2017. november 30.   |
| 29. | The Hatchonaut        | Thomas Lepeska, Meruan Salim | Bernice Vanderlaan | 2017. december 7.    |
| 30. | The Last Act          | Thomas Lepeska               | Bernice Vanderlaan | 2017. december 14.   |

## Fordítás
Ez a szócikk részben vagy egészben  az   Angry Birds Blues című angol Wikipédia-szócikk fordításán alapul.  Az eredeti cikk szerkesztőit annak laptörténete sorolja fel. Ez a jelzés csupán a megfogalmazás eredetét és a szerzői jogokat jelzi, nem szolgál a cikkben szereplő információk forrásmegjelöléseként.